# Qin Jiwei
Qin Jiwei (秦基偉, novembre 1914 - 2 février 1997) est un militaire et homme politique chinois.

## une carrière révolutionnaire et militaire
Qin est né à Xian de Hong'an dans le Hubei. Il est membre du parti communiste chinois depuis 1930, et combat durant la seconde guerre sino-japonaise, la guerre civile chinoise et la guerre de Corée.

## Ministre et limogé après Tian'anmen
À partir de 1977, Qin est membre du 10e, 11e, 12e et 13e Comité central, et intègre le 13e Politburo en 1987. En 1989, Qin était le ministre de la Défense nationale chargé par Deng Xiaoping de réprimer les manifestations de la place Tian'anmen. Il refuse et est limogé en 1990.
Qin décède à Pékin en 1997.